# My Husband's Other Wife
My Husband's Other Wife er en amerikansk stumfilm fra 1920 af J. Stuart Blackton.

## Medvirkende
- Sylvia Breamer som Adelaide Hedlar
- Robert Gordon som Wilifred Dean
- Warren Chandler som Dr. Mark Ridgewell
- May McAvoy som Nettie Bryson
- Fanny Rice som Rita Rivulet